# Coppa Italia 2022-2023 (pallavolo maschile)
La Coppa Italia 2022-2023, 45ª edizione della coppa nazionale di pallavolo maschile, si è svolta dal 28 dicembre 2022 al 26 febbraio 2023: al torneo hanno partecipato otto squadre di club italiane e la vittoria finale è andata per la prima volta alla You Energy.

## Formula
La formula ha previsto quarti di finale, semifinali e finale, giocate in gara unica.

## Squadre partecipanti
| Squadra            | Qualificazione                           |
| ------------------ | ---------------------------------------- |
| Lube               | 2ª al girone di andata Superlega 2022-23 |
| Modena             | 3ª al girone di andata Superlega 2022-23 |
| Powervolley Milano | 7ª al girone di andata Superlega 2022-23 |
| Sir Safety Perugia | 1ª al girone di andata Superlega 2022-23 |
| Top Volley Latina  | 8ª al girone di andata Superlega 2022-23 |
| Trentino           | 6ª al girone di andata Superlega 2022-23 |
| Verona             | 4ª al girone di andata Superlega 2022-23 |
| You Energy         | 5ª al girone di andata Superlega 2022-23 |

## Torneo

### Tabellone
|  | Quarti di finale | Quarti di finale   | Quarti di finale |                    |   | Semifinali         | Semifinali | Semifinali |  |  | Finale | Finale | Finale |  |
|  |                  |                    |                  |                    |   |                    |            |            |  |  |        |        |        |  |
|  | 1                | Sir Safety Perugia | 3                |                    |   |                    |            |            |  |  |        |        |        |  |
|  | 1                | Sir Safety Perugia | 3                |                    |   |                    |            |            |  |  |        |        |        |  |
|  | 8                | Top Volley Latina  | 0                |                    |   |                    |            |            |  |  |        |        |        |  |
|  | 8                | Top Volley Latina  | 0                |                    | 1 | Sir Safety Perugia | 0          |            |  |  |        |        |        |  |
|  |                  |                    |                  |                    | 1 | Sir Safety Perugia | 0          |            |  |  |        |        |        |  |
|  |                  |                    | 5                | You Energy         | 3 |                    |            |            |  |  |        |        |        |  |
|  | 4                | Verona             | 5                | You Energy         | 3 | 2                  |            |            |  |  |        |        |        |  |
|  | 4                | Verona             |                  |                    |   |                    |            |            |  |  |        |        |        |  |
|  | 5                | You Energy         | 3                |                    |   |                    |            |            |  |  |        |        |        |  |
|  | 5                | You Energy         | 3                |                    | 5 | You Energy         | 3          |            |  |  |        |        |        |  |
|  |                  |                    |                  |                    |   |                    |            |            |  |  |        |        |        |  |
|  |                  |                    | 6                | Trentino           | 0 |                    |            |            |  |  |        |        |        |  |
|  | 3                | Modena             | 6                | Trentino           | 0 | 1                  |            |            |  |  |        |        |        |  |
|  | 3                | Modena             |                  |                    |   |                    |            |            |  |  |        |        |        |  |
|  | 6                | Trentino           | 3                |                    |   |                    |            |            |  |  |        |        |        |  |
|  | 6                | Trentino           | 3                |                    | 6 | Trentino           | 3          |            |  |  |        |        |        |  |
|  |                  |                    |                  |                    | 6 | Trentino           | 3          |            |  |  |        |        |        |  |
|  |                  |                    | 7                | Powervolley Milano | 2 |                    |            |            |  |  |        |        |        |  |
|  | 2                | Lube               | 7                | Powervolley Milano | 2 | 1                  |            |            |  |  |        |        |        |  |
|  | 2                | Lube               |                  |                    |   |                    |            |            |  |  |        |        |        |  |
|  | 7                | Powervolley Milano | 3                |                    |   |                    |            |            |  |  |        |        |        |  |

### Risultati

#### Quarti di finale
| 29 dicembre 2022 PalaEvangelisti, Perugia Durata: 1h:15 - Spettatori: 2 556          | Sir Safety Perugia | 3 - 0 | Top Volley Latina  | 25-18, 25-18, 25-23              |
| 29 dicembre 2022 PalaOlimpia, Verona Durata: 2h:09 - Spettatori: 2 573               | Verona             | 2 - 3 | You Energy         | 19-25, 33-31, 22-25, 25-21, 8-15 |
| 29 dicembre 2022 PalaCivitanova, Civitanova Marche Durata: 1h:40 - Spettatori: 2 612 | Lube               | 1 - 3 | Powervolley Milano | 25-18, 21-25, 18-25, 21-25       |
| 28 dicembre 2022 PalaPanini, Modena Durata: 1h:57 - Spettatori: ?                    | Modena             | 1 - 3 | Trentino           | 25-17, 26-28, 22-25, 20-25       |

#### Semifinali
| 25 febbraio 2023 Palazzo dello Sport, Roma Durata: 1h:23 - Spettatori: ?      | Sir Safety Perugia | 0 - 3 | You Energy         | 28-30, 20-25, 22-25              |
| 25 febbraio 2023 Palazzo dello Sport, Roma Durata: 2h:06 - Spettatori: 10 105 | Trentino           | 3 - 2 | Powervolley Milano | 33-35, 22-25, 25-19, 25-16, 15-9 |

#### Finale
| 26 febbraio 2023 Palazzo dello Sport, Roma Durata: 1h:13 - Spettatori: 9 865 | You Energy | 3 - 0 | Trentino | 25-22, 25-17, 25-23 |